# Пјанеце-Вал ди Цат (Белуно)
Пјанеце-Вал ди Цат (итал. Pianezze-Val di Zat) је насеље у Италији у округу Белуно, региону Венето.
Према процени из 2011. у насељу је живело 29 становника. Насеље се налази на надморској висини од 1261 м.